# Steven Lugerner

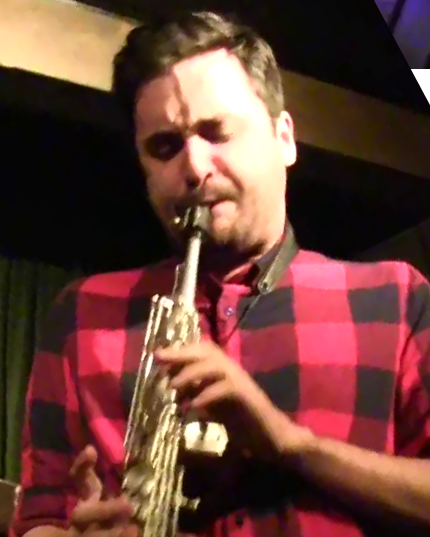
Steven Lugerner

Steven Lugerner (* 20. Mai 1988 in Redwood City, Kalifornien) ist ein amerikanischer Jazz-Musiker (Saxophon, Flöte, Klarinette), Komponist und Musikpädagoge. 
Lugerner, der aus einer multikulturellen jüdischen Künstlerfamilie stammt, wuchs in der San Francisco Bay Area auf. Als Jugendlicher spielte er Klarinette, Oboe und Saxophon in College- und Theater-Orchestern; daneben trat er mit lokalen Jazzgruppen auf. 2006 zog er nach New York City, wo er an der New School for Jazz and Contemporary Music studierte. Seit seinem Studienabschluss 2010 lebt er in Brooklyn, arbeitet mit eigenen Ensembles sowie in der Experimental-Pop-Band In One Wind, im Jazztrio CHIVES und der Postcore-band killerBOB. Unter eigenem Namen legte er 2010 das Album Narratives vor, gefolgt von These Are the Words (2010) und Live at The Bunker (2012). Ferner arbeitete er in New York mit Fred Hersch, Matt Wilson, Ralph Alessi, Jason Moran, Jane Ira Bloom, John Hébert und John Hollenbeck, in San Francisco u. a. mit Myra Melford und Darren Johnston. 2016 legte er das Album Jacknife: The Music of Jackie McLean (Primary Records) vor. Er unterrichtete an der Larchmont Music Academy und am Stanford Jazz Workshop. Mit dem SLUGish Ensemble legte er 2022 das Album Live at Sam First vor. Mit seinem SLUGish Quartet entstand Urban Crawl (2025).